# Die verrücktesten 90 Minuten vor Christi Geburt
Die verrücktesten 90 Minuten vor Christi Geburt ist ein französischer Film aus dem Jahr 1982. Regie führte Jean Yanne.

## Handlung
Der Film ist eine Parodie auf Ben Hur. In der Zeit des römischen Reiches wird Cäsar in eine nordafrikanische Kolonie geschickt. Dort will der homosexuelle Heerführer Cleopatra treffen. Ben Hur plant indessen ein Attentat auf Cäsar. Ben Hur stellt sich aber am Ende als der verschollene Bruder Cleopatras heraus.

## Kritik
„Der von Anachronismen strotzende Versuch einer Zeitsatire verfängt sich schon bald in den billigen Scherzen einer Homosexuellen-Plotte. Die peinlich kalauernde Synchronisation treibt dem Film auch noch den letzten Witz aus.“